# Pierre-Jean-Paul Berny de Nogent
Pour les articles homonymes, voir Berny et Nogent.
Pierre-Jean-Paul Berny de Nogent, dit le chevalier de Berny, né le 9 août 1722 à Chartres et mort à Strasbourg le 22 janvier 1779, est un militaire et un maître écrivain français actif à Paris puis dans diverses villes d’Europe dans le troisième quart du XVIIIe siècle.
Ne pas confondre avec Etienne-François de Berny, dit le chevalier de Berny, commissaire provincial d'artillerie et chevalier de Saint Louis.

## Biographie

### Chartres et Paris
Il est baptisé à Chartres le 9 août 1722, fils aîné de Pierre Berny, procureur au siège et bailliage de Chartres, et de Madeleine-Marguerite Bréa, mariés le 22 octobre 1721. Il commence des études de droit puis s’oriente vers une carrière militaire. Il est nommé capitaine de chasseurs dans un régiment non identifié. Ces années d’armée, probablement commencées au début des années 1740, lui valent de participer à quinze campagnes et d’y être plusieurs fois blessé.
Il semble être fixé à Paris de 1735 environ à 1755 : sa préface des Exemplaires d’écriture de 1760 nous apprend qu’il a étudié la calligraphie avec le fameux Louis Rossignol, qui exerce à Paris et y meurt en février 1739. C'est de cette époque que datent ses premières œuvres connues et datées : des portraits en trait de plume en 1751 et L’Exercice du chrétien en 1753.
En 1755 il était déjà marié puisque le 20 septembre 1755 on inhumait à Ermont (Val d'Oise) sa petite fille Marie-Josèphe-Éléonore, morte chez sa nourrice à l'âge de trois mois. Le père y est dit « Chevalier romain, demeurant à Paris ».

### Bruxelles, Bonn, Paris, Metz, Aix-la-Chapelle, Strasbourg...
Commence alors une seconde époque de sa vie, plus mobile, dont les déplacements pourraient être liés à un enrôlement dans une armée impliquée dans la guerre de Sept Ans (1756-1763). Berny de Nogent est repéré à Bruxelles vers 1756 et semble y être jusqu'en 1763, peut-être occupé à des tâches d'administration de l'armée française à l'étranger. Il rayonne dans les pays circonvoisins : on connaît de lui une lettre signée de Bonn en 1760, lorsqu’il offre un livre de portraits en traits de plume à l’Électeur de Cologne, sans doute pour solliciter une aide. En 1765 il se nomme dans une signature « ancien Commis du Trésor royal, et premier des Bureaux des Armées du Roy en Allemagne », ce qui pourrait expliquer un passage à Bonn. C'est à Bruxelles qu'il publie en 1763 ses Emblèmes et devises allégoriques et qu'il reçoit 100 ducats de la main du comptable des Dépenses secrètes du gouvernement autrichien pour des pièces d’écritures (peut-être les Emblèmes ?). C'est sans doute à Bruxelles que Berny de Nogent est entré en contact avec des œuvres du maître écrivain bruxellois Balderic van Horicke, qu'il a fidèlement copié au point qu'on ait pu lui attribuer certaines œuvres de son prédécesseur.
En 1763 et 1764 il loge à Paris « rue de Bretagne, au Marais, proche le Calvaire » : c'est l'adresse donnée dans la critique de son Atlas de portraits et figures. 
En 1765, il habite à Metz. Il se dit « Comte apostolique », et Maître de l’Académie des Sciences et Arts de Bruxelles, Strasbourg, et Metz, mentions floues, mal vérifiables et qui font peut-être référence à des académies d’écriture. C’est à partir de cette époque et jusqu’à sa mort qu’il rédige un certain nombre de travaux touchant à la politique, notamment les traités sur l’art de gouverner et sur les rapports du prince avec ses sujets, qu’il fera parvenir à des gouvernants à l'appui d’une demande d’emploi ou de subsides.
En 1773, il semble être fixé à Aix-la-Chapelle, où il publie ses Soirées amusantes et fonde la loge maçonnique de l'Union et de l'Amitié, sous l'obédience du Grand Orient de France.
En 1774, il est à Paris lors de l’avènement de Louis XVI.
En 1777 il est à Bruxelles chez le Consul de France ; il se dit alors capitaine retiré, Chevalier du Mérite, et Chevalier de l’ordre de Saint-Michel de Cologne. C'est aussi de Bruxelles qu'il envoie, fin 1779 ou début 1778, son manuscrit intitulé L'œil du maître ou essai sur le ministère à Benjamin Franklin, à l'appui de sa demande de protection et en se recommandant du comte de Vergennes. Malgré plusieurs rappels envoyés de Strasbourg entre février et octobre 1778, il semble que Franklin n'en ait jamais accusé réception. 
En 1778, il est à Strasbourg et y décède le 22 janvier 1779, avec le grade de capitaine retiré du régiment du prince Philippe-Ferdinand de Limbourg. Il apparaît être dans un état de grande nécessité, avec encore des enfants à charge. Il était veuf de Marie-Anne Motheur et avait eu seize enfants.
Outre les sept lettres qu'il a envoyées à Franklin, on en connaît trois autres.
En somme, si la carrière proprement dite de Berny fut apparemment modeste, on observe que ses relations maçonniques, ses idées politiques et son art de calligraphe lui valurent de côtoyer les cours de l'époque à de nombreuses occasions. On peut supposer qu'outre une carrière militaire active, il a occupé des emplois de comptable ou de secrétaire dans l'administration des armées, tâches naturellement dévolues aux maîtres écrivains.

## Œuvres graphiques gravées
- Atlas de portraits et figures de traits et entrelas à la plume. Ouvrage unique en son genre dédié aux amateurs par Le Chev. Berny de Nogent. 1761. Gravé par J. C. Back à Frankfurt. – 4° obl., titre et 12 planches en traits de plume. - Bruxelles BR : II 27935 RP f°, Cambridge (MA) Harvard UL : Houghton *55-199F. Chicago NL : Wing fZW 739.B45. Paris Ars. : Estampe 437. Paris INHA. Strasbourg BNU : FSO 1715 (numérisé sur Gallica). Le contenu varie suivant les exemplaires.

Les portraits sont ceux de Charles-Alexandre de Lorraine [repr. dans Jadot, cf. Jadot n° 2], Marie Thérèse d'Autriche, Elisabeth Petrovna tsarine de Moscovie, Paul Rubens et sa première femme ; suivent des scènes de genre. Une scène animalière est reproduite dans Peignot 1983 p. 58. Un exemplaire séparé du portrait équestre de Charles-Alexandre de Lorraine se trouve à Paris BNF (Est.) : Portraits Lorraine I. On trouve dans L'Avant coureur (Paris : Ch. Panckoucke, feuille du 25 juillet 1763, p. 474) une critique de l'ouvrage (sur Google Books).

## Dessins ou exemples datés, par ordre chronologique

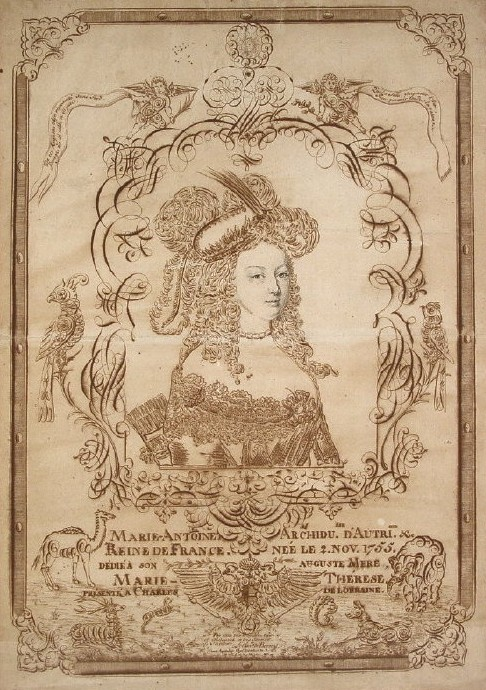
Portrait de Marie-Antoinette, 1776.

- Un dessin sur vélin représentant le duc Charles-Alexandre de Lorraine et de Bar à cheval, dessiné à traits de plume par Berny, en 1751. – Mention extraite du catalogue de vente des livres du duc, à Bruxelles en 1781 (p. 426 n° 180). Non localisé, cf. Jadot n° 1. Sous le n° 179 du même catalogue, trois dessins du même, probablement offerts par Berny au duc.
- Exemplaires d’écritures les plus en usage. – Manuscrit sur papier daté 1760, 19 f., reliure demi-basane. Les planches illustrent l'écriture coulée ; trois sont signées. – Paris Bibl. Mazarine : ms. 4691 (acquis en 2014). Prov. Schriftmuseum F. Soennecken à Bonn. Voir ici.
- Portrait équestre de François Étienne de Lorraine, empereur des Romains etc. Dessin à la plume, daté 1763. 2°. Cat. Hutton n° 9 avec repr. p. 15.
- Emblèmes et devises allégoriques en l’honneur de sa Majesté l’Impératrice et Reine apostolique, avec son portrait, celui de sa Majesté Impériale, de l’archiduc Joseph et du duc Charles-Alexandre de Lorraine, dédiés à cette grande reine par le Chevalier de Berny-de Nogent, au service du Roi très-chestrien, et ci-devant Maître d’académie d’écritures et de S. A. le prince Ph. Lobkewitz. – Bruxelles. Inventé, écrit, dessiné à la plume et peint par le chev. de Berny. 1763. – 2°, 28 f. numérotés de 1 à 20. – Wien ÖNB : Cod.Vindob. 7804. – Le prince Lobkowitz étant mort en 1760, le service de Berny auprès de lui a dû commencer vers 1757-1758 ? Le portrait du duc de Lorraine est reproduit par Jadot, cf. Jadot n° 3.
- Portraits de plusieurs princes formés de traits de plume, ouvrage unique en son genre. Par Berny de Nogent, Chev. Romain et de Saint Michel de Cologne, ancien Commis du Trésor royal, et premier des Bureaux des Armées du Roy en Allemagne, Maître d’Académie de Sciences et Arts de Bruxelles, Strasbourg et Metz. 1765. - À la suite : Les Empereurs romains, et autres Rois et Princes. - À la suite : Portraits d'hommes illustres formés de traits de plume, ouvrage unique en son genre. Par Berny de Nogent... Metz, 1765. - À la suite : Portraits figurés, oiseaux et fleurs de traits et traits de plume. Ouvrage unique en ce genre. Par le Chevalier de Berny. - Paris, 1764. - Paris BNF (Est.) : KB88a. – 4°, env.50 f. - Recueil de dessins à la plume sur papier, signés pour certains, avec des encres de couleur. Certains dessins sont inachevés. Détail du contenu dans Advielle 1897 p. 28-30. On note « Le perroquet de Madame la duchesse d’Arenberg », qui montre que Berny a pénétré dans cette noble maison.
- Scène animalière : dix-huit animaux dominés par deux anges. « Composé et fait à la plume par le Cher de Berny capitaine retiré, en 1771 » (vente aux enchères, Drouot, Ferri, 18 mars 2009, n° 273 : ).
- Portrait de S.A.R. et I. l’archiduchesse Élisabeth d’Autriche - en fait Isabelle-Claire-Eugénie d'Autriche, gouvernante des Pays-Bas, fait à la plume par le chevalier de Berny, capitaine de chasseurs, d’après le tableau original peint par Van Dijck. 1772. – Cité par Jadot, non localisé.
- Portrait équestre du duc Charles-Alexandre de Lorraine, fait d’après Roslin, peintre du roi de France. 1776. – Dessin à l’encre, signé. - Bruxelles, Cabinet des Estampes. [Repr. dans Jadot, cf. Jadot N° 4].
- David combattant Goliath. 1776. Cité par J.-G.-J. Breitkopf, Beyträge zu einer Geschichte des Schreibkunst (1801), par Jansen, Essai sur l’origine de la gravure (1808), et dans le dictionnaire biographique de Nagler. - Non localisé.
- Portrait de Marie Antoinette à 21 ans, présenté à Charles de Lorraine, par ... le Chev.er de Berny, 1776. - Passé en vente en 2005.
- L’Hermite ne peut reculer son mariage avec Angélique Renard, dédié à Georges III roi d’Angleterre, & d’Écosse & d’Irlande surnommé le bien-aimé, le protecteur des talents et des arts. [en marge inférieure :] Ce mariage est vrai et s’est fait à Bonn sur le Rhin du temps de Clément Auguste Électeur de Cologne, qui l’a ordonné. Composition montrant une femme amenant une jeune femme devant un ermite agenouillé devant un crucifix, signée Composé, & exécuté à la plume par le Chev. De Berny Capite chever des Ordres de S. Michel de Bavière, et du Mérite. Dessinateur de Leurs Majestés L’Impératrice Reine &c. Louis XVI et Catherine II Impératrice de Russie &c. Le 21 octobre 1777. Encadrements d’arabesques, cadre en papier doré. 690 x 490 mm. Bruxelles KBR (Estampes) : F 37612. Prov. L. Jadot.

## Dessins non datés
- Recueil comprenant 1 : Une Crucifixion, signée "à la plume. / Par le Chever de Berny.". 2 : Double portrait en pied, légendé "Paul Rubens et sa première femme" signé "inventé, et fait à la plume. Par Le Chev.er De Berny." 3 : Tête de Christ à la couronne d'épines, dédié à Madame Louise de France, signé. – 4°. - Paris BNF (Est.) : Ad 12 Rés.
- Portrait équestre de Henry IV, revenant de la bataille d'Ivry, dédié à Monsieur, frère du Roi (cité par Advielle 1897 p. 26).
- Le Temple des Vertus. - Gravure oblongue à traits de plume, avec au centre un profil de Louis XVI jeune, dédiée à Louis XVI. - Paris BNF (Est.) : AA6 Suppl. Berny
- Portrait de Jean Calvin, dessiné par Berny et gravé par Chotard. - Paris BSHPF, Genève Bibl. de la Compagnie des Pasteurs.
- Combat de l’Aigle et de la Chèvre, trait de plume. – Paris : Musée Carnavalet (14797, Fol. M).
- Portrait de Bébé, nain du roi de Pologne. – Nancy, Musée lorrain.
- Portrait de Frédéric II, roi de Prusse. - Dans le commerce en mars 2005, 20x30 cm, signé.
- Recueil de planches diverses non datées. – Paris BNF (Est.) : SNR-1 (BERNY, C. de)

## Œuvres littéraires et politiques, par ordre chronologique
- Epoques honorables de l'Ordre royal et militaire de l'Eperon d'Or ou de St. Jean de Latran, par Berny de Nogent, comte palatin. Manuscrit daté de 1755. Vente aux enchères à Paris, chez Silvestre, 11 janvier 1808, n° 4852. — Catalogue de la bibliothèque de feu M. Roisy, Paris, 3 mars 1843, n° 803. — Hôtel des ventes de Vendôme, 23 mars 2015, n° 80[5].
- Les Connoissances générales et particulières qu’un prince souverain doit avoir pour régner tant sur les peuples que sur les cœurs, avec des exemples frappans des vertus et des vices et quelques réflexions morales relatives aux sujets. – Louisbourg, avril 1767, par Berny de Nogent, ancien commis du Trésor royal à Paris. – Paris Maz. : Ms. 3568. – 2°, 8-124 p., encadrements et dessins à la plume.
- La Guerre dans tout ce qu’elle a de plus général tant offensive que défensive... avec des réflexions précises sur l’étude et l’exercice militaire, la valeur, les héros, les grands-hommes. - Manuscrit dédié au prince Ferdinand de Brunswick, non retrouvé. D’après Berny, le prince l’a fait imprimer et distribuer en 1800 exemplaires. Le livre existe effectivement, à l’adresse de Munich, van Düren, 1773. - 8°, XVI-278-[4] p. (Munchen BSB), et sous une autre émission à l’adresse S. l., Aux champs de hazards, 1773 (Bamberg SB).
- Soirées amusantes avec des réflexions morales, par l’auteur du livre de La guerre, dédié au duc Ferdinand de Brunswic &c. - Aix-la-Chapelle, s.n., 1773. - 2 parties en un volume 12°, 208 et 176 p. - Weimar UB, Amsterdam UB. - Les sujets traités sont divers : amour, mariage, beauté, fraternité, raison, aphorismes, anecdotes historiques, danse, peinture, éducation des princes, ainsi que la description d'une société égalitaire utopique, fondée sur les principes maçonniques.
- L"'optique de la Maçonnerie, ou le clair voiant aveugle ... Dédié au Beau Sexe Vertueux, et particulièrement à mes aimables Sœurs les Maçonnes. Par le Chevalier de Berny, V... Me Maçon, fondateur de 3. Loges Françaises, citoyen du monde, chevalier Romain, de St. Michel et du Mérite, capitaine de chasseurs &c. A Tyr, chez Harpocrates ... 1774. Manuscrit de la Bibliothèque d'Etat de Berlin, maintenant conservé à la Bibliothèque Jagellonne de Cracovie.
- Les Trois éléments qui sont l’alliance des Souverains, ou les loix, les Magistrats et la Justice pour le bon Gouvernement, avec des réflexions et pensées politiques. Dédiés au comte de Nény... – Bruxelles, 9 août 1777. – 4°, 118-12 p. – Bruxelles BR : V.H. 128. – Longuement analysé dans Advielle 1897, qui note qu’il se serait inspiré de la Science du gouvernement de Gaspard de Réal de Curban (publié en 1761-1764). A fait partie de la bibliothèque de Nuewens, puis de la Bibliotheca Hulthemiana dont le catalogue fut publié en 1837 (n° 128).
- Précis du militaire en général, dédié à Gustave III de Suède. – Bruxelles, 16 septembre 1777. – 4°, X-328-XVIII p. – Stockholm KB. – Œuvre longuement analysée dans Advielle 1897.
- L'Œil du maître, ou essai sur le ministère, présenté à Monsieur le docteur Franklin..., 1778. – Manuscrit de Berny de Nogent dédicacé à Benjamin Franklin en février 1778. – C’est un essai sur le gouvernement et les qualifications, vertus et vices des ministres, où Berny déclare que la matière de ses essais provient de l'expérience acquise dans la fréquentation de nombreuses cours d'Europe. – New York : American Philosophical Society (Ms. 354 B45). Voir la description.
- Œuvre non identifiée dédiée au Grand duc de Toscane, citée dans la lettre de novembre 1778 conservée à Stockholm.

## Copies
- Exercice du Chrétien à l’usage de Rome : avec des réflexions, des sonnets chrétiens et des sentences de l’Écriture sainte. Dédié à Mme Chalut de Verin. Par Berny de Nogent, 1753. 122 p., 15x9,5 cm. Manuscrit calligraphié avec encadrements gouachés au pochoir ; reliure en maroquin noir très décorée. Provient de l'ancienne collection Mortimer L. Schiff puis de la Cornelius J. Hauck Collection (Cincinnati Museum Center), dispersée en 2006 ; en avril 2016 sur le marché (Knuf rare books, cat. 230). Chalut de Verin fut fermier général et écuyer-trésorier général de la Dauphine Marie-Josèphe de Saxe.
- Devoir du Chrétien. Ca. 1760. Manuscrit 12° sur papier, [10]-81-[8] p., 16 lignes à la page, frises en couleur. Reliure en maroquin rouge, orné, tranches dorées, avec dédicace à une dame. Dans le commerce en mai 2020.
- Théorie et pratique de la danse en général, de la composition des ballets, de la musique, du costume, et des décorations qui leur sont propres. Par Mr Noverre. Tome Ier. Manuscrit 2°, 155 f. Encadrements, lettres ornées, cadeaux et dessins au trait de plume à chaque fin de chapitre. Paris BNF (Op.) : Rés 1045. Au début : "Cet ouvrage est entièrement de la main de Mr le Chevalier de Berny, d'après le manuscrit de Mr Noverre". Contient au début une lettre autographe de Jean-Georges Noverre, signée de Clermont, 20 février 1790, où il envoie l'ouvrage à "Fabre" et dit qu'il l'a écrit à l'âge de 25 ans (c’est-à-dire vers 1752). Prov. Bibliothèque de Gilbert Paignon-Dijonval (Cat. de vente, 1823, n° 1097).
- C'est sans doute à lui qu'on peut attribuer la copie d'un recueil de musique passé en vente à plusieurs reprises : Berny. Plusieurs Airs Choisis (S.l.n.d., fin du XVIIIe siècle). 8°, 78 p., musique notée à 6 portées à la page. Écrit à l'encre brune avec des rehauts en rose. Sur le titre, gouache montrant un singe composant au clavecin. Encadrements en couleur à chaque page. Reliure en maroquin rouge, aux armes de la comtesse de Tiercelin de Brosse de Saveuse[6].

## Réception
Berny de Nogent est cité pour la première fois dans l’Essai sur l’origine de la gravure de Jansen en 1808 : Mais c’est le chevalier de Berny qui semble avoir porté cet art le plus loin, en représentant des sujets entiers d’histoire, tels, entre autres, que le combat de David et de Goliath, sur une feuille grand in-folio oblong, publié en 1776, qu’on regarde comme un chef-d’œuvre de cette espèce de travail (qu’il nomme "écriture pittoresque"). Il reçoit ensuite une notice dans les dictionnaires biographiques de Didot, Nagler et Meyer, qui citent d’autres œuvres graphiques. Les contributions d'Advielle et de Jadot sont pour l'instant les plus développées qui lui ont été consacrées, mais sont déjà dépassées.